# Суэльо
Суэльо (итал. Sueglio) — коммуна в Италии, располагается в регионе Ломбардия, в провинции Лекко.
Население составляет 172 человека (2008 г.), плотность населения составляет 43 чел./км². Занимает площадь 4 км². Почтовый индекс — 23835. Телефонный код — 0341.

## Демография
Динамика населения:

## Администрация коммуны
- Официальный сайт: http://www.comune.sueglio.lc.it/